# Mattnäsfjärden
Mattnäsfjärden är en fjärd i Finland. Den ligger i Nagu i landskapet Egentliga Finland, i den sydvästra delen av landet, 170 km väster om huvudstaden Helsingfors.
Mattnäsfjärden avgränsas av Storlandet i väster, Mattnäs holmen i norr, Högsar i öster samt Vansor och Petsor i söder. Den har förbindelse med Tällholms fjärden i söder genom Storsund.